# 中华基督教会闽南堂
中华基督教会闽南堂是上海历史上的一座基督教堂，属于中华基督教会闽南大会。它位于静安区胶州路260号。
在20世纪上半叶，陆续有为数不少的闽南籍和台湾籍的基督徒移居上海，多数活跃于商界，也有少数活跃于学界和医界。1934年，这些旅居上海的闽南基督徒成立了旅沪闽南基督徒聚会所。1937年正式成立教会，定名为上海闽南中华基督教会。1949年，上海闽南中华基督教会购买静安寺以北，胶州路260号的一座英式三层楼房，改为礼拜堂使用。牧师陈之毅。
1958年在献堂献庙高潮中，闽南堂人员则参加静安区联合礼拜。教堂建筑被献给人民政府，改为静安区胶州路幼儿园。1986年在此成立静安区老干部大学。